# 佐藤征一郎
佐藤 征一郎（さとう せいいちろう、1940年（昭和15年）10月15日 - ）は、日本の声楽家（バス、バスバリトン）、オペラ歌手、音楽教育者、合唱指揮者。

## 経歴
宮城県仙台市生まれ。神奈川県立川崎高等学校 卒業。1967年（昭和42年）東京芸術大学音楽学部声楽科卒業。1970年（昭和45年）同大学院修士課程修了。大学院在学中に第132回芸大オーケストラ定期公演（指揮：山田一雄）ベートーヴェン『第九』バス独唱で音楽界にデビュー。1969年（昭和44年）二期会（指揮：若杉弘）ワーグナー『ラインの黄金』ファフナーでオペラデビュー。その後、読売日本交響楽団第58回定期演奏会（指揮：若杉弘）ベルリオーズ『ファウストの劫罰』ブランデルや、同年帰国した小澤征爾指揮による日本フィルハーモニー交響楽団第180回東京定期演奏会 モーツァルト『コジ・ファン・トゥッテ』（演奏会形式）に出演 したほか、二期会を中心に1971年（昭和46年）2月までの約2年間に計14本 ものプロダクションに出演している。
1971年（昭和46年）野村学芸財団の奨学金 を得て渡独、直ちにケルン市立歌劇場（音楽監督：イシュトヴァン・ケルテス）のオーディションに合格、1971年（昭和46年）5月1日 - 1973年（昭和48年）ケルン市立歌劇場専属バス歌手 として契約しヨーロッパでの活動を開始した。同時に1971年（昭和46年）秋、ケルン国立音楽大学声楽科入学。発声、リート、オペラ等を学ぶ。1973年秋、フライブルク市立劇場専属契約履行のため同大学中退。フライブルク市立歌劇場（音楽監督：マレク・ヤノフスキ）第1セリオーゾバス歌手として専属契約、スイス、フランスなど当地を中心にオペラ、コンサート、放送録音と活躍、多くの歌手、指揮者、演出家と舞台を共有し貴重な体験を積む。WDR（西部ドイツ放送局）でイサン・ユンのオペラ『リゥ・トゥンの夢』を作曲者自身の指揮で録音している。
灰野謙三、山田ゆり、栗本正、柴田睦陸、中山悌一、P.ヴィッチ、A.マイヤーオルベルスレーベン、ハンス・ホッターに師事。C.ザットーニ、X.ハーゲンにヴォイストレーナーを依頼。
1980年（昭和55年）帰国後もオペラでは豊富なレパートリーをこなし、ベートーヴェン『フィデリオ』ロッコ、ワーグナー『さまよえるオランダ人』ダーラント、『タンホイザー』ヘルマン、『ニュルンベルクのマイスタージンガー』ポーグナー、『ワルキューレ』フンディング、モーツァルト『後宮からの誘拐』オスミン、『フィガロの結婚』バルトロ、『ドン・ジョヴァンニ』レポレロ、『コジ・ファン・トゥッテ』ドン・アルフォンソ、『魔笛』ザラストロ、ロッシーニ『セビリアの理髪師』バジリオ、プッチーニ『ジャンニ・スキッキ』タイトルロール、ヴェルディ『ドン・カルロ』フィリッポ2世、『ファルスタッフ』タイトルロール、ウェーバー『魔弾の射手』カスパール、ペルゴレージ『奥様女中』ウベルトなどは特に評価が高い。また、ヨハン・シュトラウス2世『こうもり』フランク、レハール『メリー・ウィドウ』ツェータなど、オペレッタでも力量を発揮した。
オペラと並んで重要なのは、ドイツリートへの取り組みである。年代順、作曲家別に整理し『ドイツ歌曲の軌跡を辿る30年連続リサイタル』（1981年 - 2010年）を開催、ピアノはR.Hoffmann、ダルトン・ボールドウィン、コンラート・リヒター、ヴォルフガング・リーガー、野平一郎、平島誠也、江口玲、高橋アキら延べ21名の名手と共演。同時に「カール・レーヴェ全歌曲演奏会」（1985年 - 2008年）も23年間にわたり開催した。他にもワーグナー、モーツアルト、シューベルト、シェーンベルク、ヴォルフの歌曲のソロリサイタルに繰り返し取り組み、ドイツリートの第一人者として足跡を残している。未完の曲まで全曲収録した日本初のワーグナー歌曲集、現在世界で最多数の作品を収録しているレーヴェ歌曲集の編纂も行った。これらの功績により、2014年（平成26年）に佐藤はドイツ人以外で初めて国際カール・レーヴェ協会の名誉会員に推挙された。他の名誉会員の声楽家はヘルマン・プライ（1996年）、テオ・アダム（2001年）、クルト・モル（2002年）、ディートリヒ・フィッシャー＝ディースカウ（2004年）、ペーター・シュライヤー（2006年）、ローマン・トレーケル（2008年）という錚々たる顔ぶれである。また、くらしき大原美術館コンサート「カール・レーヴェの夕べ」、「建築家 前川国男の八十歳に佐藤征一郎のバス独唱をプレゼントする会」、伊能美智子作曲・佐藤征一郎ひとりオペラ『マクベス』（構成も佐藤征一郎） や、『宮澤賢治十五の歌曲』初演 など、ユニークな自主制作のコンサートを数多く企画・開催している。
コンサートソリストとしても、ベートーヴェン『第九』『ミサ・ソレムニス』、ヘンデル『メサイヤ』、ハイドン『天地創造』『四季』、バッハ『マタイ受難曲』『ヨハネ受難曲』『クリスマス・オラトリオ』『農民カンタータ』『コーヒー・カンタータ』、ショスタコーヴィチ『森の歌』、マーラー『千人の交響曲』、ケルビーニ『レクイエム』 でのソロを務め、ヴォルフガング・サヴァリッシュ、ホルスト・シュタイン、ヘルベルト・ブロムシュッテット、ネルロ・サンティ、山田一雄、小沢征爾、若杉弘、秋山和慶、大友直人、大野和士、飯守泰次郎、円光寺雅彦などとの共演歴を有している。
教育者としては、渡独前に1970年（昭和45年） - 1971年（昭和46年）東京音楽大学声楽科非常勤講師。1983年（昭和58年） - 1984年（昭和59年）洗足学園音楽大学音楽学部声楽科非常勤講師、1985年（昭和60年） - 1986年（昭和61年）助教授、1987年（昭和62年）から教授を務め、多くの門下生を送り出している。後に名誉教授を経て、2020年（令和2年）現在は客員教授。また1980年（昭和55年） - 1992年（平成4年）東京芸術大学大学院音楽研究科非常勤講師も務めている。門下生には、藤井麻美、武田直之、上田真野子、藤澤みどり、久保田真澄、崔宗宝、佐藤望、谷川晋一、福士亜友子、平田利幸、近藤京子、岩原等、渡辺江美、阿部聡美、染谷熱子、佐藤ななえ などがいる。その他、公開講座も数多く開催している。また、アマチュアに対しても、栗本正の死去の後を受け日本大学合唱団の指揮者になるなど、指導を手掛けている。
地元川崎市において地域文化の振興にも熱心に注力している。「佐藤征一郎ミューズ・サロン」主宰。二期会会員（元代議員）。

## 主な受賞歴
- 1966年（昭和41年）安宅賞
- 1981年度（昭和56年度）第9回ウィンナーワルド・オペラ賞（後のジロー・オペラ賞）[32]
- 1981年（昭和56年）文化庁芸術祭優秀賞
- 1984年（昭和59年）芸術選奨文部大臣新人賞
- 2009年（平成21年）川崎市文化賞

## 主な楽界・社会活動
- 1985年（昭和60年）- 1992年（平成4年）東京文化会館音楽講座企画
- 神奈川県大学公開講座 (全8回 声楽の魅力）
- 洗足学園大学公開講座（全7回 音楽とわたしたち)
- 神奈川県立川崎高等学校公開講座（全5回 うたの素晴らしい世界)
- 日本音楽コンクール声楽部門審査員
- 日本音楽コンクール声楽部門全国大会東京代表審査員
- 日本学生音楽コンクール声楽部門審査員
- 川崎音楽賞コンクール審査員
- P.I.A.Japan音楽コンクール「奥田智重子 記念ドイツリート部門」審査員
- 1999年（平成11年）川崎市民オペラ 創設者・元総監督[30]
- 日本カール・レーヴェ協会会長
- 国際カール・レーヴェ協会名誉会員[9]
- 市民と音楽芸術文化普及に努めるボランティア・グループ「かわさき芸術倶楽部」代表
- 川崎市市民文化大使
- 川崎『民話オペラ』総監督[29]
- 仙台日独協会会員

## 著書・寄稿等

### 楽譜
- レーヴェ歌曲集(1) (声楽ライブラリー) 佐藤征一郎 著、池田信雄、池田香代子 訳 1998/12/10 全音楽譜出版社 ISBN 978-4117139518
- レーヴェ歌曲集(2) (声楽ライブラリー) 佐藤征一郎 著、池田信雄 訳 1998/12/10 全音楽譜出版社 ISBN 978-4117139525
- ワーグナー歌曲集 1987年 全音楽譜出版社[30]
- ワーグナーの歌曲作品(上) 1987年 音楽之友社"年刊ワーグナー'87"[30]
- ワーグナーの歌曲作品(下) 1988年 音楽之友社"年刊ワーグナー'88"[30]
- ドイツ歌曲集（新編世界大音楽全集声楽編第30巻）1993年 音楽之友社[30]

### 寄稿・掲載記事
国立国会図書館デジタルコレクションによる。他にも、ワーグナー歌曲のTV字幕の訳詩やCDブックレットに解説を書き、新聞雑誌などに『ワーグナー歌曲の魅力』『ドイツ歌曲を歌う』『バラードの確立者レーヴェ』『ゲーテの詩と歌曲』など、リート関係の執筆をしているという。また、2003年（平成15年）ホッターの死去に伴い門下生として追悼文を依頼され雑誌に発表しているという。
- 音楽の友.34(4)(音楽之友社、1976-04)連載 ズーム・アップ 佐藤征一郎≪タンホイザー≫出演のための一時帰国/三谷礼二
- 公共建築 = Public buildings. 24(4)(97)(公共建築協会、1983-03)目次:オペラ劇場の場合/佐藤征一郎
- 音楽の友.41(11)(音楽之友社、1983-11)＜インタビュー＞ 佐藤征一郎--オペラに、リートに、やせる暇なし/近藤滋郎
- 音楽の友.41(12)(音楽之友社、1983-12)＜年間ワーグナー・シリーズ(最終回)＞ワーグナーの知られざる歌曲をたずねて/佐藤征一郎
- 音楽の友.42(5)(音楽之友社、1984-05)[人]アダム・フィッシャー/一柳慧 、佐藤征一郎、中村邦子
- 音楽芸術.42(6)音楽之友社[編](音楽之友社、1984-06)第三四回芸術選奨新人賞を受けた佐藤征一郎/三宅幸夫
- 音楽の友.42(10)(音楽之友社、1984-10)東京芸大昭和42年卒(10)われら同窓生/佐藤征一郎、伊原直子ほか
- 音楽の友.43(11)(音楽之友社、1985-11)連載 私の音楽レストラン(11)佐藤征一郎―フランス料理
- 音楽現代.17(12)(200)(芸術現代社、1987-12)≪コシ・ファン・トゥッテ≫/佐藤征一郎
- 音楽の友.46(8)(音楽之友社、1988-08)私の先生(8)ハンス・ホッター 連載/佐藤征一郎
- 教育研究.46(6)(1072)初等教育研究会 編(初等教育研究会、1991-06)風紋 現在進行形/佐藤征一郎
- レコード芸術.41(9)(504)音楽之友社[編][他](音楽之友社、1992-09)レコ芸図書館/田辺秀樹 、柘植元一 、佐藤征一郎
- 教育音楽.47(10)(550)(音楽之友社、1992-10)Kyō-on Journal BOOK SCRAMBLE／書評/佐藤征一郎

## 主なディスコグラフィー
- CD 宮廷楽士長/奥様女中 ライブ 佐藤征一郎/紙谷加寿子/櫻井利幸/ピアノ：川口耕平 2019/4/25 ナミレコード
- CD C・レーヴェ歌曲集 - 生誕200周年(1996年)記念特別コンサート -  佐藤征一郎、ダルトン・ボールドウイン 2013/7/25 ライヴノーツ
- CD2枚組 レハール:オペレッタ『メリーウィドウ』全3幕 鮫島有美子、二期会(合)、塩田美奈子、佐藤征一郎、増井信貴、松尾葉子、東京交響楽団 1992/10/1 日本コロムビア
- CD2枚組 レーヴェ:バラードと歌曲の世界 佐藤征一郎、高橋アキ 2010/6/25 カメラータ・トウキョウ（アジアで初めて制作）
- CD 寺島尚彦:バス独唱とピアノのための私抄 冨嶽三十六景 佐藤征一郎、川口耕平 2012/5/25 カメラータ・トウキョウ（1996年度（平成八年度）文化庁協賛公演）[10]
- CD モノ・オペラ『マクベス』佐藤征一郎 ポリドール
- CD3枚組 カール・レーヴェのワンダーランド ライブ 佐藤征一郎 長岡輝子 岸田今日子 中山節子 2020/4/25 ナミレコード

他にも、大学院講義教材『レーヴェのバラードと歌曲選集』（2011年：ナミレコード）も限定プレス。創作モノオペラ堀越隆一委嘱『リア王』『ジャン・バルジャン』がある。

## 放送出演
- NHKニューイヤーオペラコンサート（出演10回）
- テレビ朝日『題名のない音楽会』